# Beato (nome)
Beato  è un nome proprio di persona italiano maschile.

## Varianti
- Femminili: Beata[1][2]

### Varianti in altre lingue
Maschili
- Catalano: Beat[3]
- Latino: Beatus[1][3][4][5]
- Spagnolo: Beato[3]
- Svizzero tedesco: Beat[4]

Femminili
- Catalano: Beata[3]
- Ceco: Beáta[4]
- Danese: Beata[4], Beate[4]
- Latino: Beata[1][4][5]
- Norvegese: Beate[4]
- Polacco: Beata[4]
- Spagnolo: Beata[3]
- Slovacco: Beáta[4]
- Svedese: Beata[4]
- Tedesco: Beata[4], Beate[4][5]
- Ungherese: Beáta[4]

## Origine e diffusione
Si tratta di un nome documentato fra i primi cristiani, attestato in latino con le forme Beatus e Beata; è ripreso dall'omonimo aggettivo beatus, che vuol dire appunto "beato", "benedetto", "felice", in riferimento alla beatitudine spirituale.
Il nome è stato portato da diversi santi e sante minori, che ne sostengono la diffusione. È diffuso prevalentemente nelle forme femminili, sia in Italia (dove si attesta principalmente nel Centro-Nord e in Sardegna), sia in altre lingue.

## Onomastico
L'onomastico si può festeggiare in memoria di più santi, alle date seguenti:
- 19 febbraio, san Beato, monaco a Liébana e poi a Valcavado in Palencia[6]
- 8 marzo, santa Beata, martire in Africa con altri compagni[6]
- 8 aprile, santa Beata o Beatrice, figlia di Enrico II di Meclemburgo, badessa clarissa presso Ribnitz[6]
- 9 maggio, san Beato di Lungern, missionario, eremita presso il lago di Thun, considerato l'apostolo della Svizzera[6][7]
- 9 maggio, san Beato, confessore ed eremita presso Vendôme o presso Laon[6][7]
- 25 luglio, san Beato, sacerdote ed eremita assieme a san Banto presso Treviri[6][7]
- 6 settembre, santa Beata, martire a Sens[6]

## Persone
- Beato Angelico, pittore italiano

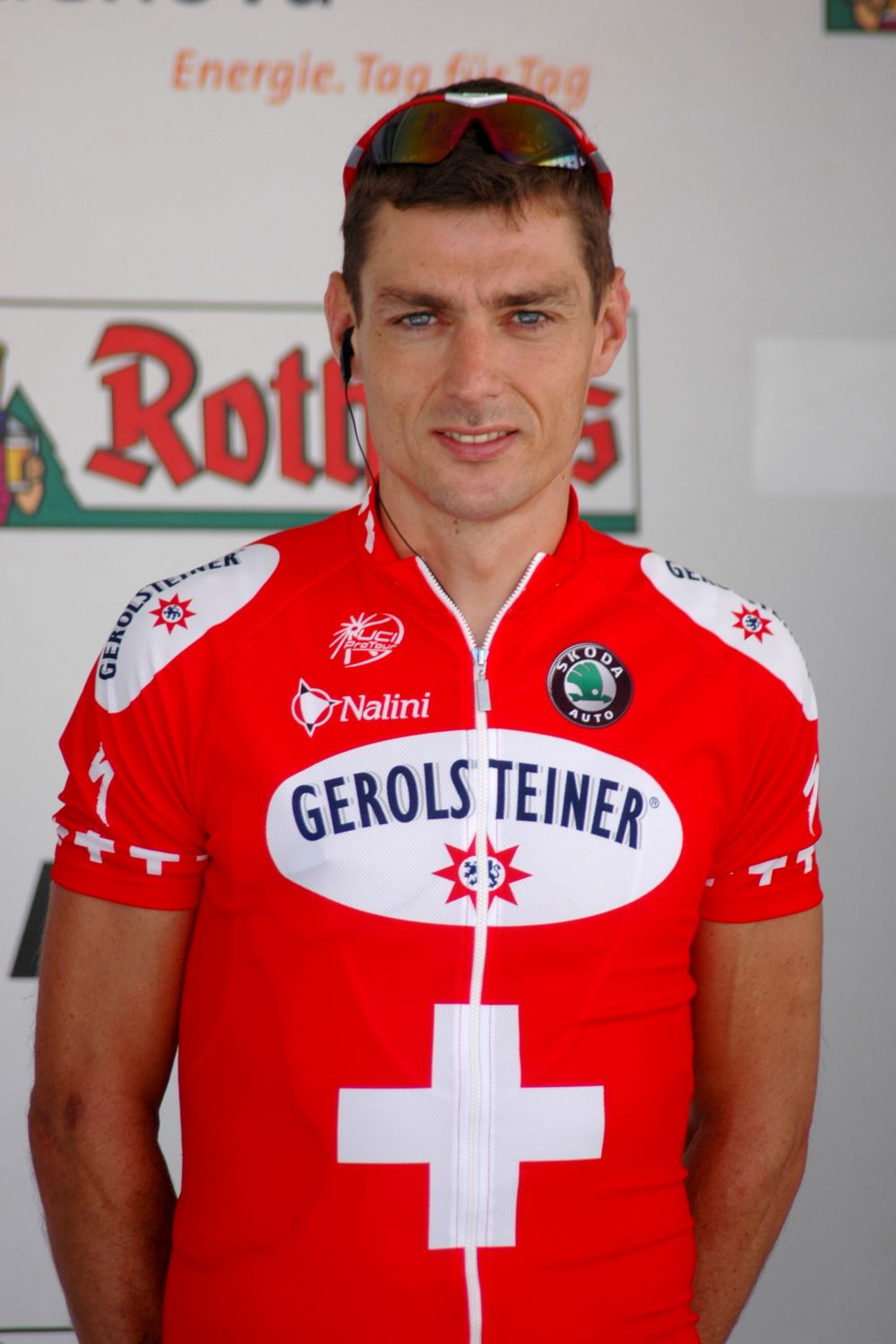
Beat Zberg

- Beato di Liébana, monaco e santo spagnolo
- Beato di Vendôme, eremita

### Variante Beat
- Beat Breu, ciclista su strada e ciclocrossista svizzero
- Beat Feuz, sciatore alpino svizzero
- Beat Furrer, compositore e direttore d'orchiesta austriaco
- Beat Hefti, bobbista svizzero
- Beat Kammerlander, arrampicatore e fotografo austriaco
- Beat Kuert, regista, produttore cinematografico e sceneggiatore svizzero
- Beat Marti, attore e imprenditore svizzero naturalizzato tedesco
- Beat Rüedi, hockeista su ghiaccio e allenatore di hockey su ghiaccio svizzero
- Beat Zberg, ciclista su strada svizzero

### Variante femminile Beata

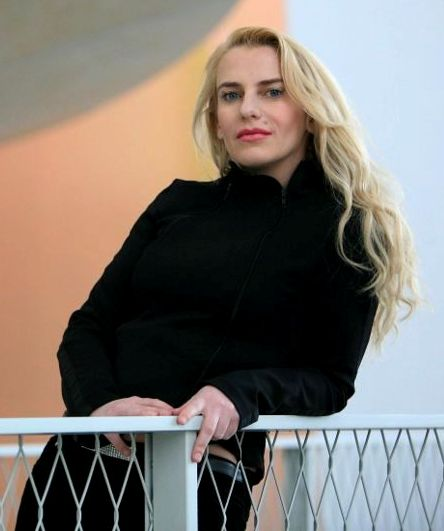
Beata Szałwińska

- Beata Della Frattina, traduttrice italiana
- Beata Kozidrak, cantante polacca
- Beata Mikołajczyk, canoista polacca
- Beata Pozniak, attrice, regista, produttrice cinematografica e pittrice polacca
- Beata Sokołowska-Kulesza, canoista polacca
- Beata Szałwińska, pianista polacca
- Beata Szydło, politica polacca
- Beata Tereba, schermitrice polacca
- Beata Tyszkiewicz, attrice polacca
- Beata Elisabet von Königsmarck, nobildonna svedese

### Variante femminile Beate
- Beate Eriksen, attrice norvegese
- Beate Klarsfeld, giornalista e attivista tedesca
- Beate Koch, giavellottista tedesca
- Beate Schrott, ostacolista austriaca